# Jean-Marie Clairet
Jean-Marie Clairet (Neuilly-sur-Seine, 28 oktober 1966) is een Frans autocoureur.

## Carrière
Clairet bracht de jaren 90 door in verschillende Citroën-kampioenschappen in een AX en een Saxo in Frankrijk en Europa. In 2000 en 2001 nam hij deel aan het Franse Superproductie Kampioenschap in een Peugeot 306. Tussen 2003 en 2007 reed hij in een eenzittersserie in een Peugeot 206. In 2008 ging hij in de Seat Leon Eurocup rijden en hij finishte zijn eerste kampioenschap op de zevende plaats. In 2009 ging hij verder in de Eurocup en won een race op Brands Hatch. Hierdoor kreeg hij een uitnodiging om deel te nemen op het Motorsport Arena Oschersleben in de WTCC voor het team Sunred Engineering, waar hij als veertiende en zeventiende finishte.